# لحسن وداني
لحسن وداني (مواليد 14 يوليو 1959) هو لاعب كرة قدم. يلعب مع منتخب المغرب لكرة القدم. سبق له أن لعب في كأس العالم لكرة القدم مع منتخب بلاده.

## روابط خارجية
- لحسن وداني على موقع الاتحاد الدولي (مؤرشف)  (الإنجليزية)
- لحسن وداني على موقع قاعدة بيانات كرة القدم.إي يو (الإنجليزية)
- لحسن وداني على موقع ناشيونال فوتبول تيمز (الإنجليزية)
- لحسن وداني على موقع عالم كرة القدم.نت (الإنجليزية)
- لحسن وداني على موقع أوليمبيديا (الإنجليزية)